# Habronyx coarctatus
Habronyx coarctatus är en stekelart som först beskrevs av William Harris Ashmead 1900.  Habronyx coarctatus ingår i släktet Habronyx och familjen brokparasitsteklar. Inga underarter finns listade i Catalogue of Life.